# 大宝寺淳氏
大宝寺 淳氏（だいほうじ きようじ）は、室町時代中期の武士。大宝寺氏10代当主。武藤淳氏とも呼ばれる。

## 略歴
大宝寺氏は出羽国田川郡・櫛引郡にまたがる大泉荘の地頭出身。
大宝寺教氏の子として誕生。寛正元年（1460年）に8代将軍・足利義政が古河公方・足利成氏討伐の為の出兵要請を奥羽の諸勢力に送っているが、伊達氏･天童氏・最上氏の各氏と並び大宝寺淳氏にもその令が下っている。また、寛正3年（1462年）には幕府より出羽守に任官され、寛正5年（1464年）に上洛し足利義政に謁見した。尚、この上洛に土佐林氏の一族が同行していることから、この時期既に大宝寺氏は土佐林氏を翼下に組み込んでいたと思われる。
家督を子・健氏に譲って没したという。